# Маевка (Чуйская область)
Маевка — село в Аламудунском районе Чуйской области Кыргызстана. Административный центр и единственный населённый пункт Маевского аильного округа. Код СОАТЕ — 41708 203 828 01 0.

## Население
| Год     | 2009   | 2014   | 2015   |
| ------- | ------ | ------ | ------ |
| человек | 10 475 | 10 500 | 10 236 |